# Фрејм бафер
Фрејм бафер (енгл. framebuffer) је у рачунарској графици назив за бафер, који служи за формирање и чување дигиталне слике која се синхроно или асинхроно шаље на видео-излаз рачунара, обично да би била приказана на неком одговарајућем уређају нпр. монитору. На модерним архитектурама PC рачунара фрејм бафер обично физички ресидира у меморији графичке карте.